# Exploris One
Die Exploris One ist ein Kreuzfahrtschiff der französischen Reederei Exploris Expeditions & Cruises. Das Schiff wurde zuvor von 2008 bis 2023 von Silversea Cruises betrieben, zunächst als Prince Albert II und ab 2011 als Silver Explorer.

## Geschichte

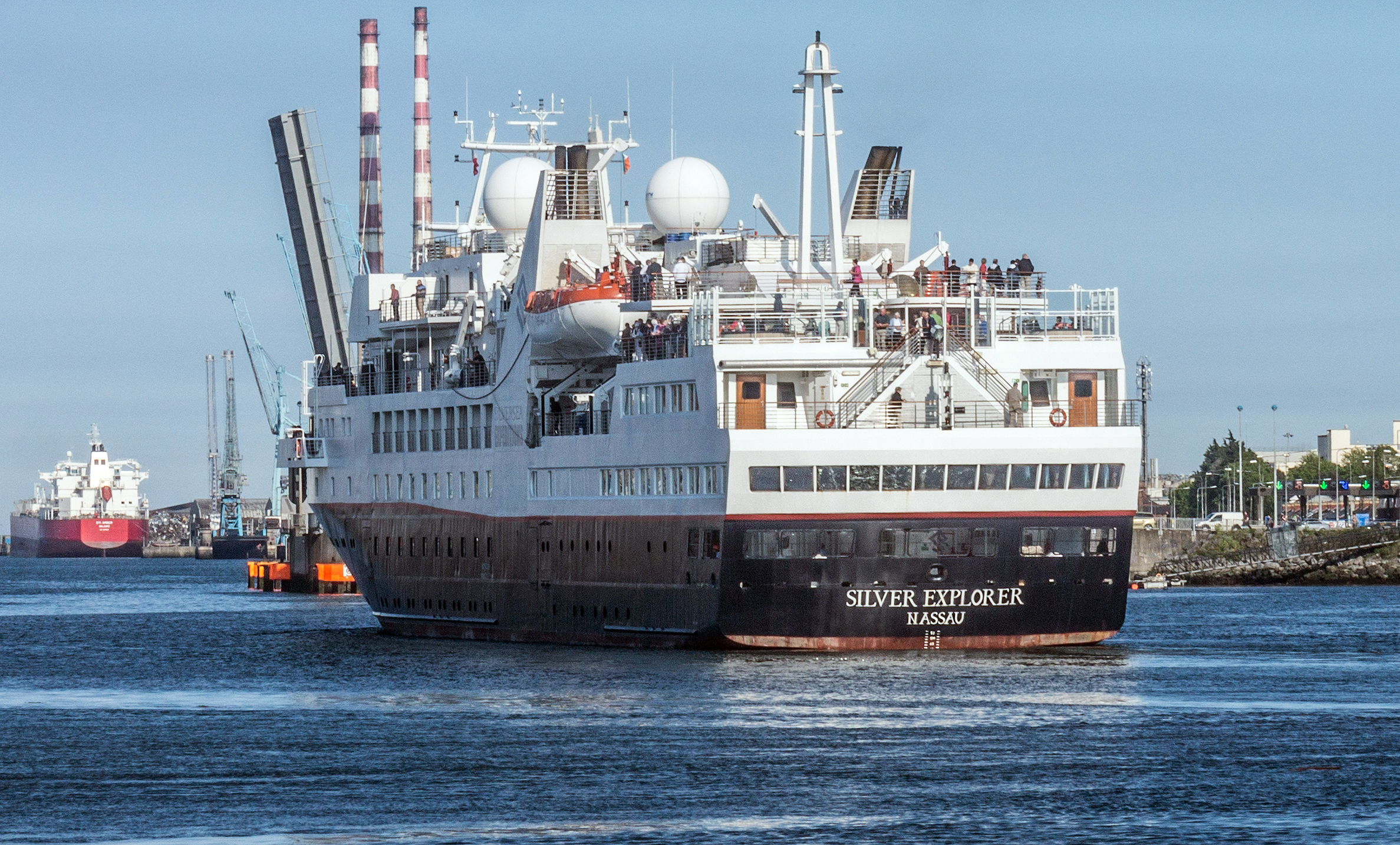
Heckansicht

Bei dem Schiff handelt es sich um eine 1989 in Finnland gebaute ehemalige Fähre, die als Delfin Clipper zunächst in der Ostsee verkehrte.
Die Reederei Society Expeditions mit Sitz in Bremen erwarb die Fähre im Mai 2000 nach dem Verlust ihres Schiffes World Discoverer von Samsung Industries. Sie ließ das Schiff in einer Werft in Singapur umbauen und stellte es im April 2002 als neue World Discoverer für Kreuzfahrten in Dienst. Einsatzgebiete waren die Inselwelt des Südpazifik, der ferne Osten Russlands und Alaska sowie die Antarktis. Mit der Insolvenz des Unternehmens 2004 endete auch der Einsatz des Schiffes. Es lag zunächst einige Zeit in Singapur auf.
Die Reederei Silversea Cruises erwarb das Schiff am 17. September 2007 von Sembawang Shipyard und ließ es von Fincantieri in Monfalcone für den Einsatz im Pazifik umbauen. Ab dem 1. Juni 2008 wurde Schiff zunächst unter dem Namen Prince Albert II betrieben und 2011 in Silver Explorer umbenannt.
Das Schiff wurde im Jahr 2017 renoviert.
Im November 2022 kaufte die von ehemaligen Mitarbeitern der Compagnie du Ponant gegründete französische Reederei Exploris Expeditions & Cruises das Schiff für 18 Millionen US-Dollar, um es ab Dezember 2023 als Exploris One zu betreiben. Das Schiff wurde zunächst noch weiter von Silversea Cruises betrieben. Hierfür wurde im Zusammenhang mit dem Verkauf des Schiffs der Chartervertrag mit Silversea Cruises erneuert.
Am 19. November 2023 beendete die Silver Explorer ihre letzte Kreuzfahrt für Silversea Cruises in Valparaíso in Chile. Die erste Reise als Exploris One begann am 23. Dezember 2023 in Valparaíso. Zwei Neubauten sind geplant.

## Einsatzorte
Das Schiff wird von Exploris Expeditions & Cruises für Kreuzfahrten unter anderem in der Antarktis, der Arktis, Kanada, Europa, den Kapverdischen Inseln, den Kanarischen Inseln, Madeira und den Azoren vermarktet.